# Falls of Dochart
Die Falls of Dochart befinden sich im Fluss Dochart bei Killin in der Council Area Stirling beziehungsweise der traditionellen schottischen Grafschaft Perthshire am westlichen Ende von Loch Tay.
Es bietet sich ein außergewöhnlicher Blick auf die über die Felsen herabstürzenden Fälle von der Bridge of Dochart, die den Fluss am Südrand Killins kreuzt. Außerdem ist von dort aus die Insel Inchbuie, die traditionelle Beerdigungsstätte des Clans MacNab, sichtbar. Im frühen 19. Jahrhundert bildeten die Falls of Dochart zusammen mit der Bridge of Dochart, der Insel Inchbuie und dem heutigen Folklore Centre ein bekanntes Motiv für Künstler.